# Mięsień czworoboczny człowieka
Mięsień czworoboczny (łac. musculus trapezius), dawniej mięsień kapturowy (łac. musculus cucullaris) lub mięsień stołowy (łac. musculus mensalis) – w anatomii człowieka płaski, szeroki, trójkątny mięsień grzbietu z grupy kolcowo-ramiennych, częściowo pokrywający mięsień najszerszy grzbietu. Jest on najbardziej powierzchownym mięśniem grzbietu. Zaczyna się na guzowatości potylicznej zewnętrznej kości potylicznej, przyśrodkowej części kresy karkowej górnej, więzadle karkowym, a także na wyrostkach kolczystych i sąsiadujących częściach więzadła nadkolcowego od siódmego kręgu szyjnego aż do najniższego kręgu piersiowego. Dolne włókna mięśnia kończą się na części przyśrodkowej górnego brzegu grzebienia łopatki, włókna pośrednie na wyrostku barkowym i grzebieniu łopatki, a włókna położone najwyżej na końcu barkowym obojczyka. 
Unaczyniony jest przez tętnicę potyliczną, tętnicę nadłopatkową, tętnicę poprzeczną szyi i gałęzie grzbietowe tętnic międzyżebrowych tylnych.
Unerwiony jest podwójnie, przez gałąź zewnętrzną nerwu dodatkowego (XI) oraz przez gałązki splotu szyjnego (C2–4). 
Mięsień ten dźwiga bark ku górze (współpracując z mięśniami dźwigaczem łopatki i równoległobocznym), zbliża łopatkę do kręgosłupa i/lub opuszcza staw ramienny. Przy ustalonym barku zgina głowę ku tyłowi. Przy ustalonej obręczy kończyny górnej unosi tułów ku górze. Cały mięsień cofa bark i przyciska łopatkę do klatki piersiowej.